# 比德爾 (巴格馬蒂省)
比德爾是尼泊爾的城鎮，位於該國中部，處於首都加德滿都約25公里，由巴格馬蒂省負責管轄，海拔高度580米，2011年人口26,750，2008年2月該鎮的供水站被恐怖分子破壞。